# Ла Вуэльта Фамм
Ла Вуэльта Фамм (исп. La Vuelta Femenina) — профессиональная женская шоссейная многодневная велогонка созданная в 2015 году и проходящая по территории Испании. Является частью Женского мирового тура UCI.

## История
После проведения в 2014 году во время Тур де Франс женской гонки La Course by Le Tour de France испанские организаторы решили организовать в 2015 году аналогичную женскую гонку во время испанской Вуэльты. Для этого UCI потребовалось изменить календарь женских гонок. 13 сентября 2015 года состоялась первая гонка. С 2016 года является частью календаря женского World Tour
Маршрут гонки представляет собой финишный круг маршрута 21-го этапа мужской гонки Вуэльта Испании, преодолеваемый 15 раз, что составляет 85,7 км. В отличие от мужчин, у которых основная часть этапа происходит в тёмное время суток, женщины соревнуются днём. Сумма призовых на La Course аналогична как и на этапе Вуэльты.
Как и Тур де Франс с Вуэльтой Испании организовывается Amaury Sport Organisation совместно с Unipublic, и фактически является частью Вуэльты.
Дебютная гонка была подвергнута критике за малую малую рекламу. За несколько часов до старта информация о ней была доступна в справочнике Королевской испанская федерации велоспорта и специализированных испанских сайтах.
С 2018 года в качестве первого этапа проводилась гонка на время с раздельным стартом.
В 2020 году был добавлен третий этап, и гонка была переименована в Ceratizit Challenge by La Vuelta. В 2021 году количество этапов было увеличено до 4.
Гонка 2022 года состояла из 5 этапов. Как и в предыдущих выпусках, заключительный день гонки совпадал с заключительным днем Вуэльты Испании.
В июне 2022 года было объявлено, что количество этапов будет увеличен до 7. Гонка будет переименована в La Vuelta Femenina, и будет проводиться в мае.

## Победители
| Год  | Победитель         | Второй              | Третий               |
| ---- | ------------------ | ------------------- | -------------------- |
| 2015 | Шелли Олдс         | Джорджа Бронцини    | Кирстен Вилд         |
| 2016 | Жольен Д'Ор        | Хлоя Хоскинг        | Марта Бастианелли    |
| 2017 | Жольен Д'Ор        | Корин Ривера        | Роксана Фурнье       |
| 2018 | Эллен Ван Дейк     | Корин Ривера        | Одри Кордон          |
| 2019 | Лиза Бреннауэр     | Люсинда Бранд       | Пернилле Матисен     |
| 2020 | Лиза Бреннауэр     | Элиза Лонго Боргини | Лорена Вибес         |
| 2021 | Аннемик ван Влётен | Марлен Рёссер       | Элис Чаббей          |
| 2022 | Аннемик ван Влётен | Элиза Лонго Боргини | Деми Воллеринг       |
| 2023 | Аннемик ван Влётен | Деми Воллеринг      | Гайя Реалини         |
| 2024 | Деми Воллеринг     | Риянне Маркус       | Элиза Лонго Боргини  |
| 2025 | Деми Воллеринг     | Марлен Рёссер       | Анна Ван дер Брегген |
| 2026 |                    |                     |                      |